# Ripafratta
Ripafratta è una frazione del comune italiano di San Giuliano Terme, nella provincia di Pisa, in Toscana.
Il borgo è conosciuto per la rocca di origine medievale che lo sovrasta insieme al suo sistema di torri, e per essere stato conteso nel corso della storia (1004-1254-dopo il 1254-1314) dalle vicine città di Pisa e Lucca in quanto situato a metà strada tra le due. 

## Geografia fisica
Il borgo di Ripafratta è posto sul confine con i comuni di Lucca e di Vecchiano, nella stretta gola tra il colle Vergario, ultima propaggine del Monte Pisano, e il fiume Serchio. Il paese si sviluppa lungo la Strada statale 12 dell'Abetone e del Brennero, nota un tempo come Via Aemilia Scauri, e successivamente come Via Julia Augusta.
Ripafratta è inoltre caratterizzata da un importante snodo idrico-idraulico: sorge infatti sulle rive del Serchio, terzo fiume della Toscana, che nasce dal monte Sillano e giunge al mare nei pressi di San Rossore. Nei pressi di Ripafratta, giusto a valle del ponte che la collega a Filettole, il Serchio è caratterizzato da una piccola cascata artificiale, la Steccaia. Tra il fiume e il paese scorre il canale Ozzeri, proveniente dalla Lucchesia, che si immette in Serchio all'altezza di Rigoli. 
Elemento che caratterizza Ripafratta è anche il fosso del Mulino, detto anche "canale macinante", "demaniale" o "di Ripafratta", fatto costruire da Lorenzo de' Medici nel 1475 per azionare un mulino di sua proprietà (oggi noto come Molino Grassotti, ancora visibile nel centro del paese). Il canale raccoglie le acque del Serchio, passa sotto l'Ozzeri e sotto Ripafratta, e costeggiando il percorso della Strada statale 12 dell'Abetone e del Brennero, dopo aver attraversato Rigoli, Corliano, San Giuliano Terme e La Figuretta, si immette in Arno nei pressi del Ponte della Fortezza a Pisa.

## Origini del nome
Il toponimo (in latino Ripafractae o Ripafracta) deriva da rīpa, "riva" e fracta, "spaccata".
Prima del Mille, la località era conosciuta come Ottavo, perché tale era la distanza (in miglia) da Pisa o anche come Ripa.
Nel XVI secolo il paese era noto invece con il nome Librafratta.

## Storia

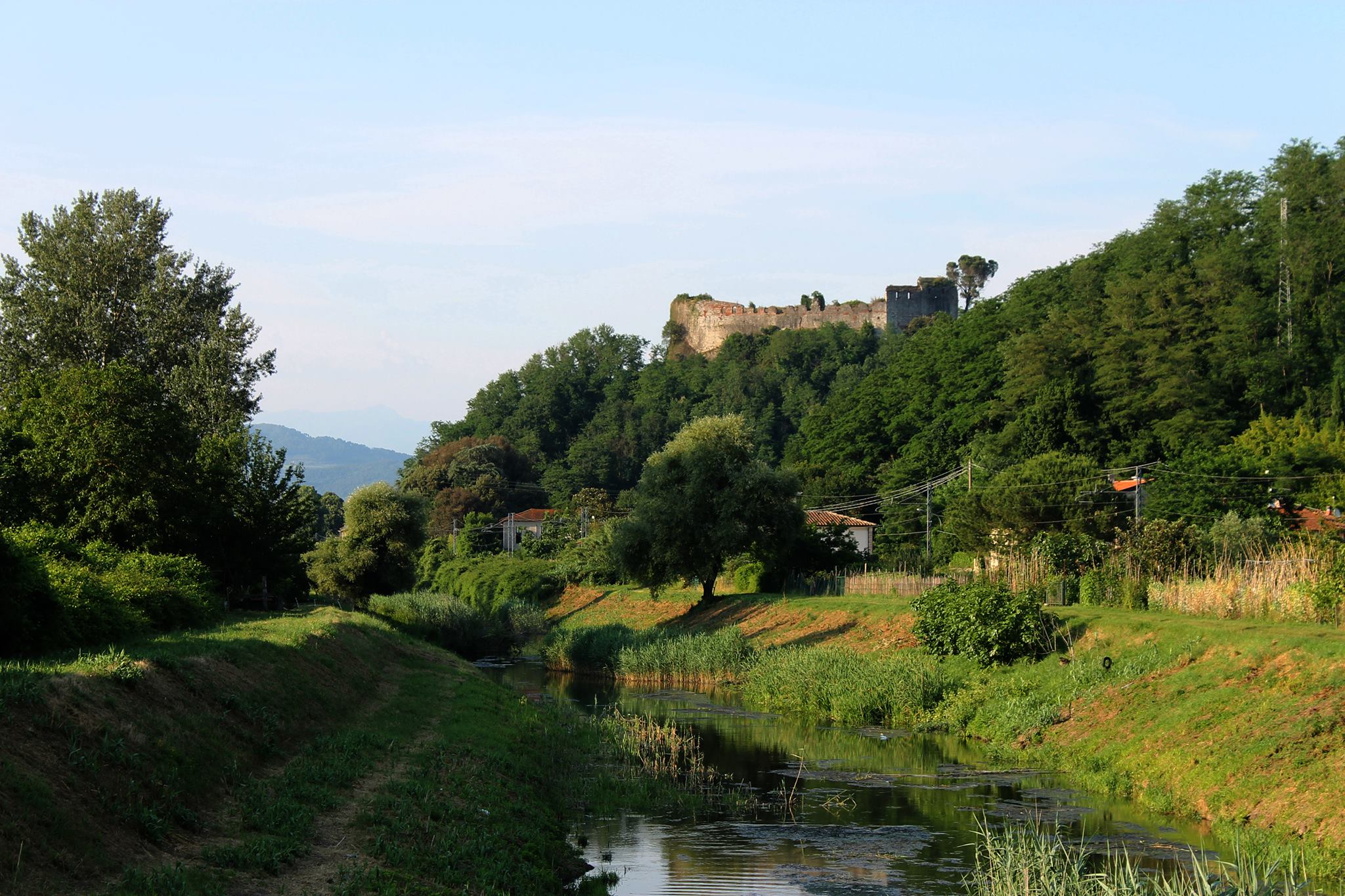
La rocca di Ripafratta vista dal canale Ozzeri.

Nata come avamposto doganale per la sua posizione di confine tra le due potenze lucchese e pisana, Ripafratta, feudo della consorteria dei nobili lucchesi Da Ripafratta, ha acquistato una sempre maggiore importanza strategica, tanto da far sorgere la necessità di rafforzare la torre esistente (risalente al 970) trasformandola così in una vera e propria rocca castellana (1162-1164), intitolata a San Paolino patrono di Lucca, con un recinto a pianta poligonale irregolare (occupato al centro dal mastio quadrangolare) ed altre due torri adiacenti alle mura. Nel 1158, peraltro, Ripafratta era stata sede della cosiddetta "Pace di Ripafratta" siglata dopo anni di guerre tra le repubbliche di Pisa e Lucca.
Nel 1256, a seguito di un ulteriore accordo di pace tra Lucca e Firenze da un lato e Pisa dall'altro, la repubblica marinara deve cedere il controllo dei castelli di Motrone e di Ripafratta.
Tra il 1564 e il 1566 fu realizzato il fosso del Mulino.
Nel 1761 la podesteria passò da Ripafratta a San Giuliano Terme, in seguito all'importanza ricoperta dal centro termale dopo importanti lavori di sistemazione.
La pieve di Ripafratta, dedicata a San Bartolomeo Apostolo, ha fatto parte fino al 1789 della diocesi di Lucca, quando insieme a Barga fu ceduta all'Arcidiocesi di Pisa in cambio delle parrocchie intorno alla pieve di Massaciuccoli. Un violento terremoto, nel 1846, lesionò numerosi edifici e la stessa pieve romanica, che per ragioni di sicurezza fu demolita; al suo posto venne innalzata l'attuale chiesa parrocchiale in stile ottocentesco.
Durante la seconda guerra mondiale Ripafratta si trovò sulla linea gotica. Il 24 agosto 1944 nei pressi del ponte 38 persone (inclusi i sacerdoti don Libero Raglianti e don Angelo Unti) furono trucidate dalle SS tedesche di stanza a Nozzano. Un cippo ricorda il luogo del massacro e i nomi delle vittime.

## Monumenti e luoghi d'interesse
Nei pressi di Ripafratta sono sorte nel corso della storia diverse costruzioni di interesse artistico, architettonico e culturale.

### Architetture militari

#### Rocca di San Paolino
La Rocca di San Paolino (XII secolo) è un poderoso castello di origine medievale che sovrasta il paese dall'alto del colle Vergario, e la cui presenza è motivo stesso della nascita del borgo di Ripafratta.

#### Sistema di fortificazioni
- Torre Centìno, secolo XIII, torre di avvistamento
- Torre Niccolai, secolo XIII, torre di avvistamento
- Torre campanaria della chiesa di Ripafratta, già torre militare a difesa del borgo.
- I resti delle mura: a causa della sua posizione di confine tra Pisa e Lucca, nel medioevo Ripafratta è stata fortificata e contesa dalle due città. Delle mura del paese non rimangono che tracce. La torre-porta che controllava il traffico sulla strada, era nota come Torre del Fiume, poiché situata nei pressi del Serchio; fu fatta saltare nel 1944 dalle truppe tedesche in ritirata. Oggi è visibile soltanto parte del basamento.

### Architetture religiose

#### Chiesa di San Bartolomeo Apostolo

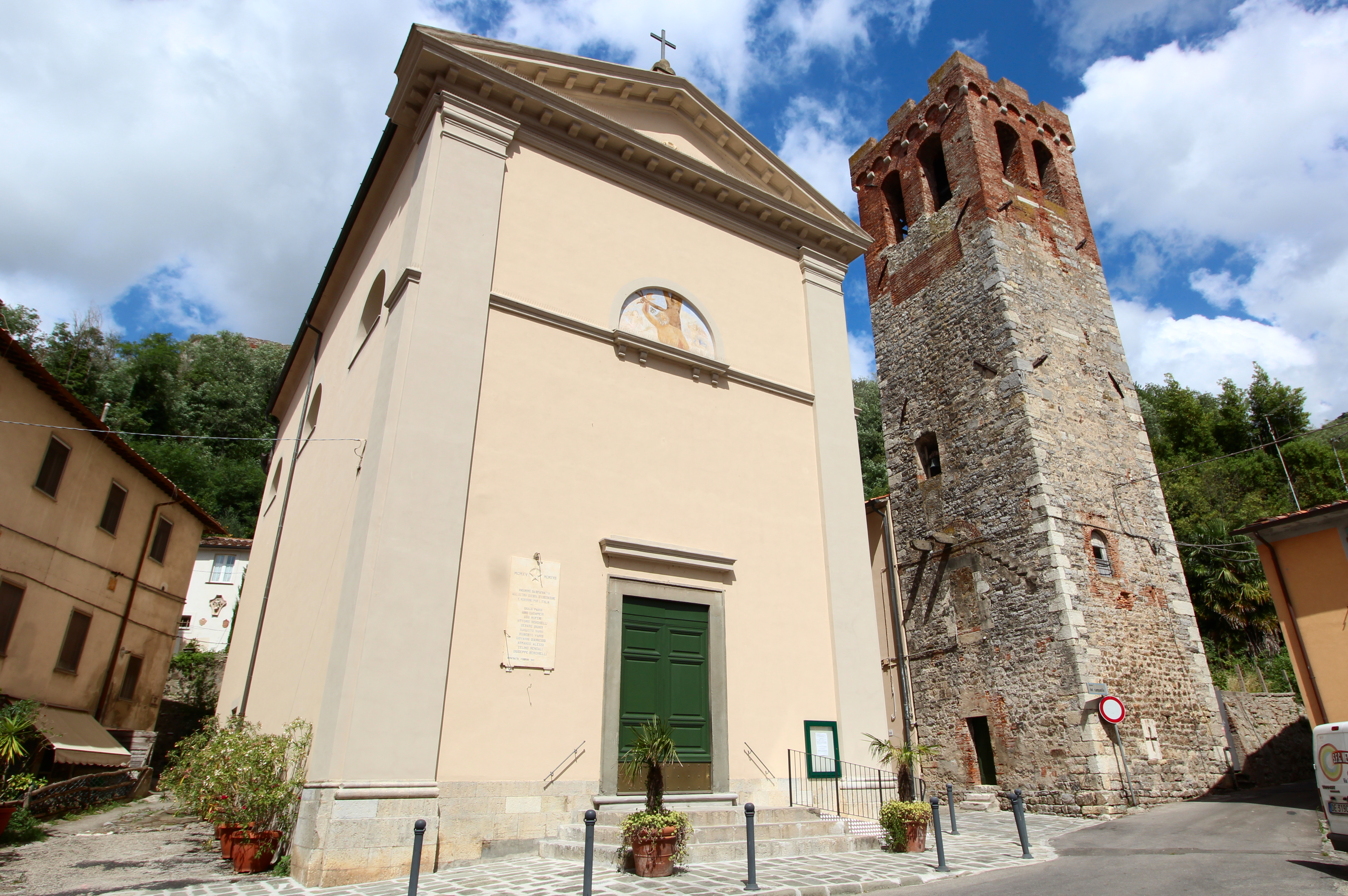
Esterno della chiesa di San Bartolomeo Apostolo

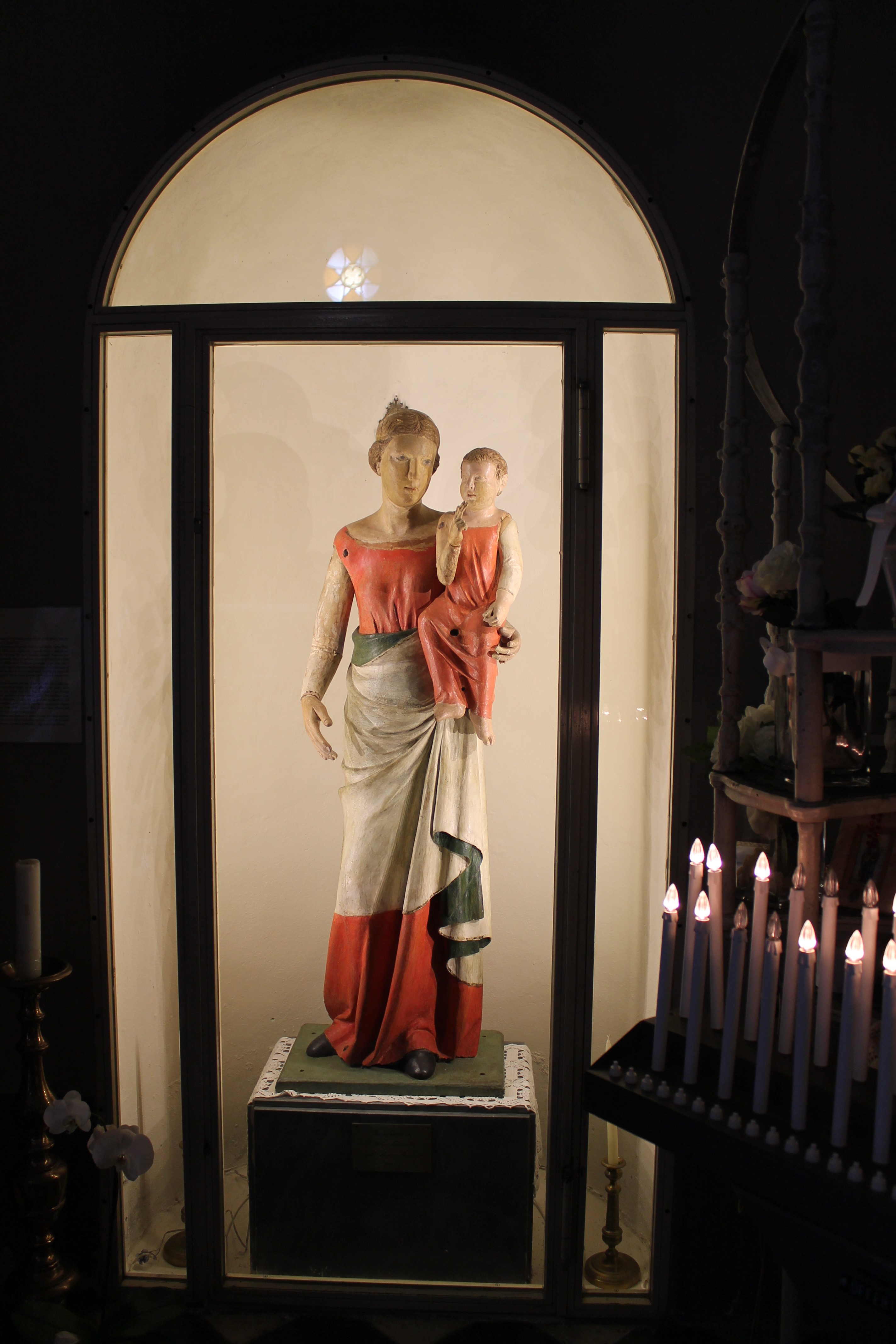
Statua lignea della Madonna di Rupecava di Andrea Pisano.

La pieve di San Bartolomeo Apostolo risale al 1854-57, quando fu edificata in sostituzione dell'antica pieve romanica preesistente, gravemente lesionata dal terremoto del 1846.
La facciata della chiesa, in alto nel timpano, riporta lo stemma della famiglia Roncioni, che aveva sulla chiesa di Ripafratta il cosiddetto ius patronatus, cioè il diritto di presentare dei nomi al Vescovo per la scelta del pievano. L'ultimo ad essere nominato con tale diritto medioevale è stato monsignor Mario Maracich (pievano di Ripafratta fino al 2006) il 27 agosto 1950.
Ai piedi della facciata si trovano tre imponenti scalini di pietra dura, che terminano con un piccolo spiazzo lastricato. L'ingresso alla Chiesa è segnato da un grande portone con gli stipiti in pietra serena.
All'interno, sulla parete di entrata, si trova la cantoria in legno dipinto che contiene un organo "Tronci", risalente al 1883. Sotto, sulla sinistra, in un'urna protetta da un vetro, l'antica statua lignea della Madonna di Rupecava, opera di Andrea Pisano. Sulla parete di destra sono invece murate due pietre. La più grande era stata la pietra tombale di Matteo Gambacorti, giovane nobile pisano, morto di peste a Ripafratta attorno al XV secolo. L'altra è la pietra di fondazione della originale pieve romanica, risalente al 1327, con iscritti i nomi di alcuni dei "fabbriceri". Ancora a fianco, la moderna lapide che ricorda monsignor Mario Maracich.
Un'altra urna, sull'altare di destra, custodisce una "Madonna con Bambino" in gesso, opera di Vincenzo Moroder di Ortisei. Di fronte, l'altare del Crocifisso (una pregiata scultura lignea di colore scuro) detto del "Niccolai", perché fino a non molti anni fa era in custodia per il mantenimento a tale famiglia ripafrattese.
Infine, l'altar maggiore, opera ottocentesca in marmo, con le balaustre di marmo di Siena che chiudono parzialmente il presbiterio. Da evidenziare il pulpito, ideato da Carlo Biscaretti, nobile torinese figlio del cofondatore della FIAT e amante di Ripafratta, dove ha vissuto a lungo e dove è morto nel 1959. Nel coro, sulla parete, un grande quadro ottocentesco con Madonna e santi.

#### Eremo di Rupecava
L'eremo di Santa Maria ad Martyres, detto anche Rupecava, è un antico convento, oggi in rovina e vandalizzato, posto sulle colline sovrastanti Ripafratta. Gli abitanti del paese e di tutta la Valdiserchio vi sono fortemente legati, come si evidenzia dal culto tributato all'omonima Madonna.
La celebre Statua della Madonna di Rupecava è stata scolpita nel 1326 da Andrea Pisano ed è attualmente conservata nella chiesa di Ripafratta.

### Architetture civili

#### La piazza
Di fronte alla chiesa, lungo la strada principale, si trova la piccola piazza del paese. Come testimoniato da illustrazioni ottocentesche e da cartoline d'epoca, sulla piazza si trovava la "berlina", una colonna in pietra presso cui si svolgevano anticamente le condanne penali. Tale colonna fu abbattuta durante il secondo conflitto mondiale da un carro armato. Attualmente, la piazza di Ripafratta (non identificata peraltro come toponimo), non conserva più niente del suo aspetto di luogo di ritrovo pubblico: la pavimentazione in pietra è stata ricoperta nel tempo dall'asfalto e l'intero spazio è oggi utilizzato come parcheggio dai residenti. Soltanto in occasione dell'annuale Festa della Rocca e di altre manifestazioni civili o religiose la piazza viene sgombrata dalle automobili e utilizzata con funzioni sociali e culturali. 

#### Palazzi storici
Almeno due sono gli edifici che possono propriamente definirsi palazzi storici, entrambi situati nel centro del borgo: il mediceo palazzo De Virte e il palazzo "della dogana", dove secondo tradizione aveva sede la dogana del confine. Da menzionare, sempre nei pressi della piazza, Villa Danielli Stefanini, usata in passato anche come asilo infantile.

#### Mulino mediceo
L'antico mulino, fatto costruire da Lorenzo de' Medici e azionato dalle acque del Canale Macinante (che nasce a Ripafratta dal Serchio e scorre sotto il paese), è tutt'oggi visibile, seppur rimaneggiato nel corso dei secoli e oggi convertito in attività commerciale.

#### Residenza del Podestà e annesse prigioni
Tra gli edifici che costeggiano il colle assecondandone l'andamento circolare è possibile riconoscere ancora la residenza del podestà di epoca fiorentina e, a fianco, le prigioni. Entrambe le identificazioni sono confortate da due lapidi in pietra serena poste sulla facciata, che recano lo stemma mediceo e due iscrizioni, in italiano e in latino.

## Cultura

### Cinema
A Ripafratta sono state girate alcune scene del film Il paziente inglese (1996) di Anthony Minghella. Ben visibili la Rocca e il ponte sul Serchio.

### Teatro
Il Cavaliere di Ripafratta figura tra i personaggi principali de La locandiera di Carlo Goldoni. Nell'Infedeltà delusa, opera buffa di Franz Joseph Haydn su libretto di Marco Coltellini, la protagonista Vespina si traveste presentandosi al vecchio semplicione Filippo come Marchese di Ripafratta, suscitando ammirazione e impressione.

### Eventi
- 14 agosto: Festa del Voto, ricorrenza religiosa all'eremo di Santa Maria ad Martyres, nell'anniversario del terremoto del 1846.
- 24 agosto: San Bartolomeo Apostolo, patrono del paese.
- 8 settembre: Festa della Madonna di Rupecava, nel giorno della Natività di Maria, con cerimonie religiose per tutto il giorno presso l'eremo di Santa Maria ad Martyres.
- secondo fine settimana di settembre: Festa della Rocca e del suo territorio, due giorni di eventi mirati alla riscoperta del territorio in tutti i suoi aspetti, con iniziative che coinvolgono il versante storico (visite guidate alla fortificazione e alle sue torri), i monti, il fiume e il borgo, con esposizioni, rievocazioni storiche, trekking e iniziative sportive anche fluviali, mostre e degustazioni di prodotti tipici della zona.
- seconda domenica di ottobre, ogni tre anni: Festa Triennale della Madonna del Rosario, solenne processione nelle vie del paese.

## Infrastrutture e trasporti

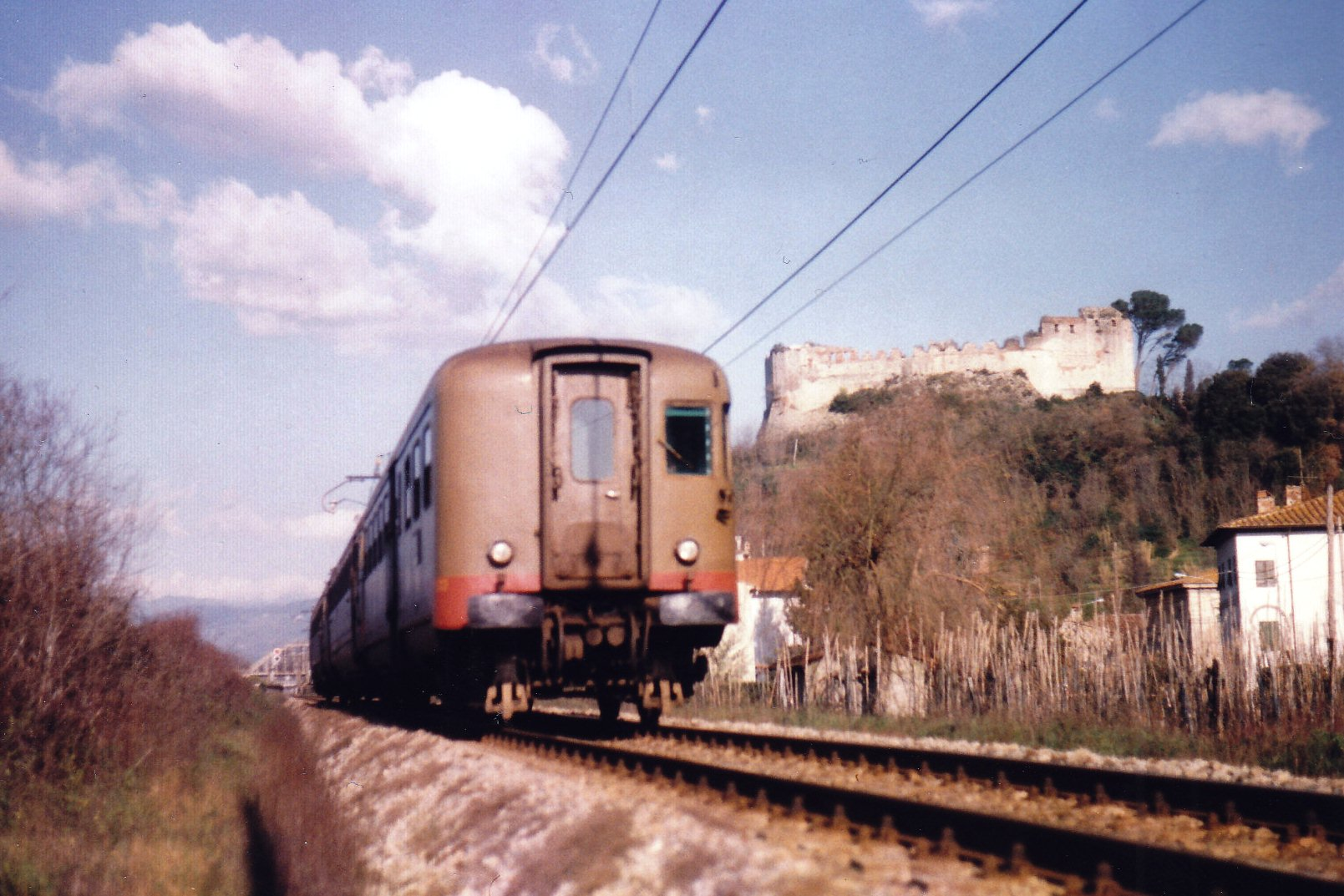
Treno in transito a Ripafratta nell'aprile 1988

### Strade
Ripafratta è posta in un luogo storicamente strategico lungo la Strada statale 12 dell'Abetone e del Brennero lungo il quale fino al 1847 era presente la dogana di Cerasomma, al confine fra il Ducato di Lucca e il Granducato di Toscana. Oggi la strada è stata rinominata come SRT12.

### Ferrovie
La stazione ferroviaria, che un tempo svolgeva anch'essa funzioni di impianto internazionale (Il fabbricato originario ottocentesco, con il suo loggiato ad archi, è ancora individuabile presso il passaggio a livello, trasformato in civile abitazione), è oggi una semplice fermata impresenziata che si trova lungo la ferrovia Lucca-Pisa ed è servita dai treni per i due capoluoghi svolti da Trenitalia nell'ambito del contratto di servizio stipulato con la Regione Toscana. La frequenza base delle corse è di circa un treno ogni 30 minuti per direzione. La stazione è dotata di pannello luminoso di informazioni e annunci vocali. Gran parte del fabbricato originale è oggi abbandonato, inclusa la sala d'attesa (chiusa) e il giardino, vincitore di premi e riconoscimenti nella prima metà del XX secolo per il suo prestigioso e curato allestimento.

### Mobilità urbana
Il trasporto pubblico suburbano, che collega Ripafratta a Lucca da una parte e all'aeroporto di Pisa dall'altra, è garantito dagli autoservizi svolti dalla società Autolinee Toscane.

### Mobilità ciclabile
Il paese è attraversato dalla Pista Ciclopedonale di Puccini, itinerario che collega la città di Lucca alla costa.

## Geografia antropica

### Odonimia
Le vie del paese sono quasi tutte intitolate a pittori. Le vie storiche del borgo, nei pressi della chiesa, hanno invece mantenuto il nome originale (via di Sopra, vicolo del Campanile). Vi sono poi la via sui ponti, che conduce a Filettole, detta via di Ripafratta, e la più recente di tutte, intitolata a Gianni Rodari.
Accanto alla toponomastica ufficiale, ne rimane ancora diffusa tra i ripafrattesi una più "popolare" che divide il paese in località: dal confine con Pugnano verso Lucca: Bu'onero, Sassina, Le Pinzole, alla Ceccia, dal Vanni, in Paese, Dogana, Mulino, Fori porta, Cancelli, Farneta, Cianetto, Treto, Valle.